# Hippotion swinhoei
Hippotion swinhoei är en fjärilsart som beskrevs av Moore 1862. Hippotion swinhoei ingår i släktet Hippotion och familjen svärmare. Inga underarter finns listade i Catalogue of Life.